# Bockholtz (Goesdorf)
Pour les articles homonymes, voir Bockholtz.
Bockholtz (luxembourgeois : Boukels) est une section de la commune luxembourgeoise de Goesdorf située dans le canton de Wiltz.
L'approvisionnement de la localité en eau potable est assuré par le château d'eau de Dahl.
La localité héberge le circuit national de motocross du grand-duché de Luxembourg.